# Goudelin
Goudelin [gudlɛ̃] (Goudelin en breton) est une commune française située dans le département des Côtes-d'Armor, en région Bretagne.

## Géographie

### Localisation

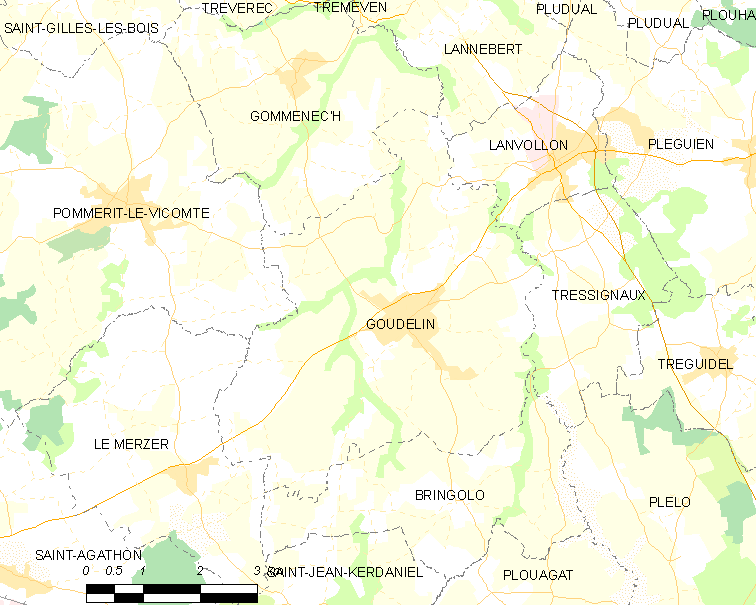
Carte de Goudelin et des communes avoisinantes.

Goudelin fait historiquement partie du Trégor. La commune est située à 11 km au nord-est de Guingamp, à 29 km au nord-ouest de Saint-Brieuc et à 34 km au sud-sud-est de Tréguier.
| Pommerit-le-Vicomte | Gommenec'h | Lannebert Lanvollon |
|                     | Goudelin   | Tressignaux         |
| Le Merzer           | Bringolo   |                     |

### Relief et hydrographie

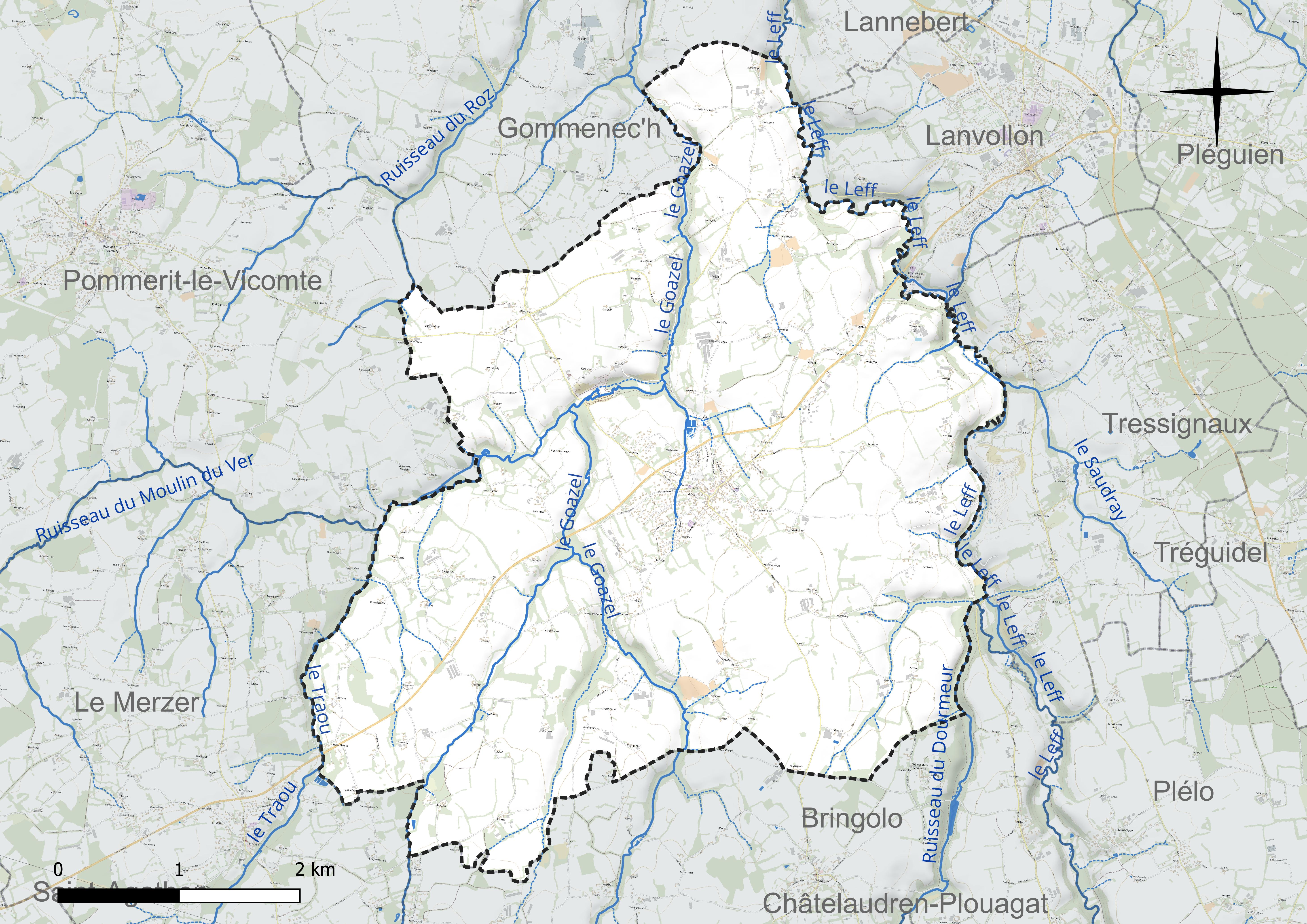
Le réseau hydrographique de Goudelin.

Commune de vaste dimension, le relief de Goudelin est constitué d'un plateau en pente douce vers le nord, les points les plus éleéves étant situés au sud de la commune (107 mètres dans l'angle sud-ouest du finage communal au sud de Kermin ; 104 mètres à la limite sud-est près du lieu-dit la Jacquerie) ; l'altitude de ce plateau s'abaisse jusqu'à une soixantaine de mètres dans la partie nord de la commune (57 mètres à Saint-David par exemple). Le bourg, en situation intermédiaire, situé approximativemn au centre de la commune, est vers 90 mètres d'altitude.
Ce plateau est échancré par les vallées de quelques modestes cours d'eau : le principal est le Leff, affluent de rive droite du Trieux, qui formr la limite est de la commune avec Tressignaux et Lanvollon, son affluent de rive gauche le Dourmeur formant partiellement limite avec Bringolo ; à l'ouest le Goazel, lui aussi affluent de rive gauche du Leff, forme partiellement la limite avec Le Merzer et plus en aval avec Gommenec'h, son propre affluent le Traou séparant Goudelin de Pommerit-le-Vicomte. Tous ces cours d'eau coulent vers le nord et les points les plus bas du territoire communal se trouvent aux endroits où les deux cours d'eau principaux précités quittent le territoire communal (37 mètres dans la vallée du Leff près du lieu-dit Guingamp, 43 mètres au sud du lieu-dit Pontorson  dans la vallée du Goazel, dans les deux cas à la limite nord de la commune).

### Hydrographie
Pour un article plus général, voir Réseau hydrographique des Côtes-d'Armor.
La commune est située dans le bassin Loire-Bretagne. Elle est drainée par le Leff, le Dourmeur, le Goazel, la rivière le Traou et un autre petit cours d'eau,.
Le Leff, d'une longueur de 62 km, prend sa source dans la commune du Leslay et se jette  dans le Trieux en limite de Quemper-Guézennec et de Plourivo, après avoir traversé 19 communes. 

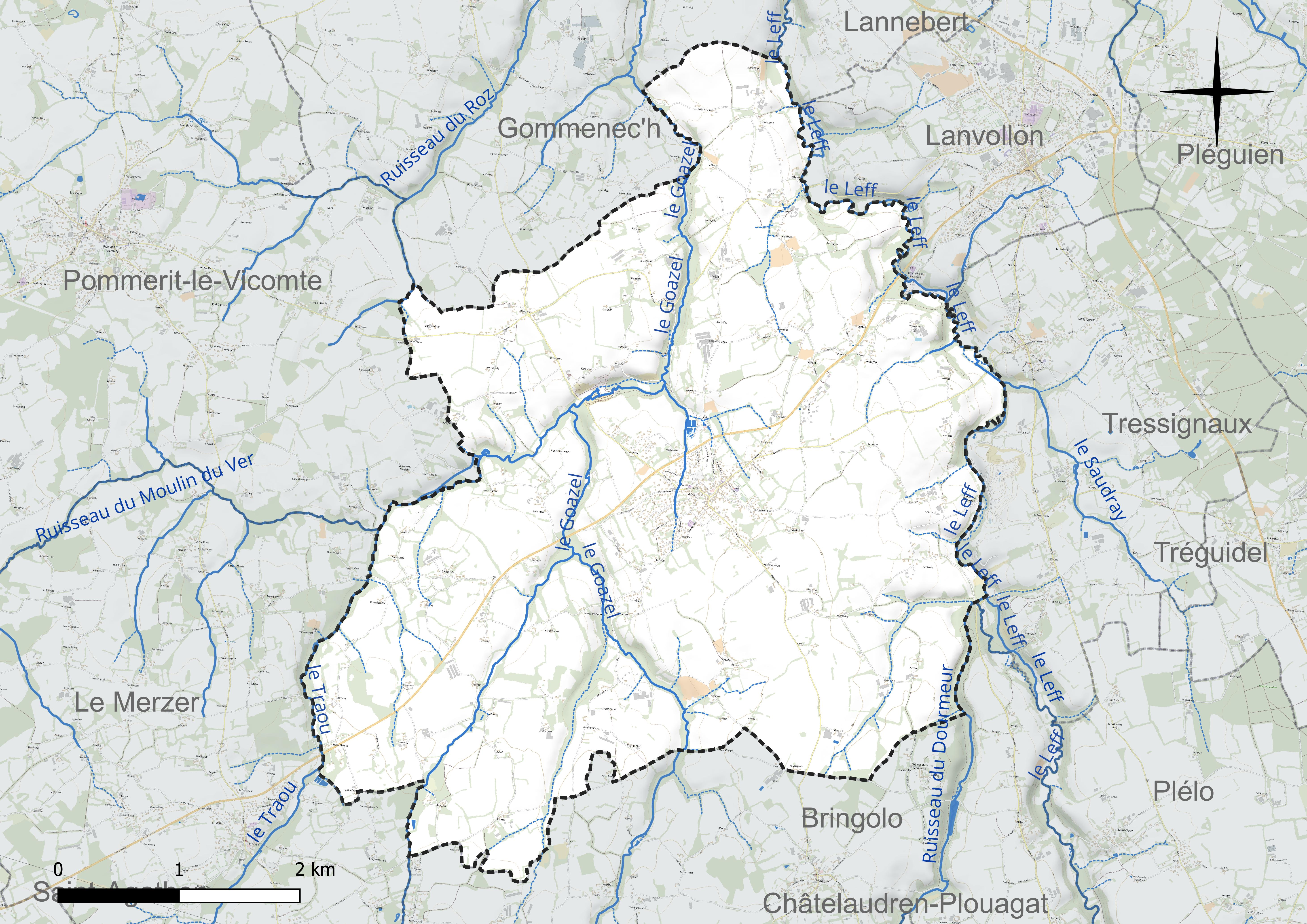
Réseau hydrographique de Goudelin.

Le Dourmeur, d'une longueur de 12 km, prend sa source dans la commune de Lanrodec et se jette  dans le Leff à Tressignaux, après avoir traversé six communes. 
Le Goazel, d'une longueur de 19 km, prend sa source dans la commune de Lanrodec et se jette  dans le Leff à Lannebert, après avoir traversé six communes. 

### Climat
Pour des articles plus généraux, voir Climat de la Bretagne et Climat des Côtes-d'Armor.
En 2010, le climat de la commune est de type climat océanique franc, selon une étude du Centre national de la recherche scientifique s'appuyant sur une série de données couvrant la période 1971-2000. En 2020, Météo-France publie une typologie des climats de la France métropolitaine dans laquelle la commune est exposée à un climat océanique et est dans la région climatique  Finistère nord, caractérisée par une pluviométrie élevée, des températures douces en hiver (6 °C), fraîches en été et des vents forts. Parallèlement l'observatoire de l'environnement en Bretagne publie en 2020 un zonage climatique de la région Bretagne, s'appuyant sur des données de Météo-France de 2009. La commune est, selon ce zonage, dans la zone « Intérieur », exposée à un climat médian, à dominante océanique.
Pour la période 1971-2000, la température annuelle moyenne est de 11,2 °C, avec une amplitude thermique annuelle de 10,9 °C. Le cumul annuel moyen de précipitations est de 800 mm, avec 13,3 jours de précipitations en janvier et 6,8 jours en juillet. Pour la période 1991-2020, la température moyenne annuelle observée sur la station météorologique la plus proche, située sur la commune de Lanleff à 10 km à vol d'oiseau, est de 11,7 °C et le cumul annuel moyen de précipitations est de 845,9 mm,. Pour l'avenir, les paramètres climatiques de la commune estimés pour 2050 selon différents scénarios d'émission de gaz à effet de serre sont consultables sur un site dédié publié par Météo-France en novembre 2022.

### Transports
Goudelin est desservie principalement par la route départementale D 9 qui vient de Guingamp via Le Merzer et se dirige vers Lanvollon et Saint-Quay-Portrieux ; cette route croise dans le bourg la D 67 qui vient côté sud-est de Bringolo et se dirige, côté nord-ouest, vers Gommenec'h.

## Urbanisme

### Typologie
Au 1er janvier 2024, Goudelin est catégorisée bourg rural, selon la nouvelle grille communale de densité à 7 niveaux définie par l'Insee en 2022.
Elle est située hors unité urbaine et hors attraction des villes,.

### Occupation des sols
L'occupation des sols de la commune, telle qu'elle ressort de la base de données européenne d’occupation biophysique des sols Corine Land Cover (CLC), est marquée par l'importance des territoires agricoles (86,3 % en 2018), en augmentation par rapport à 1990 (84,5 %). La répartition détaillée en 2018 est la suivante : 
terres arables (65,3 %), zones agricoles hétérogènes (17,3 %), forêts (9 %), zones urbanisées (4,5 %), prairies (3,7 %), mines, décharges et chantiers (0,2 %). L'évolution de l’occupation des sols de la commune et de ses infrastructures peut être observée sur les différentes représentations cartographiques du territoire : la carte de Cassini (XVIIIe siècle), la carte d'état-major (1820-1866) et les cartes ou photos aériennes de l'IGN pour la période actuelle (1950 à aujourd'hui).

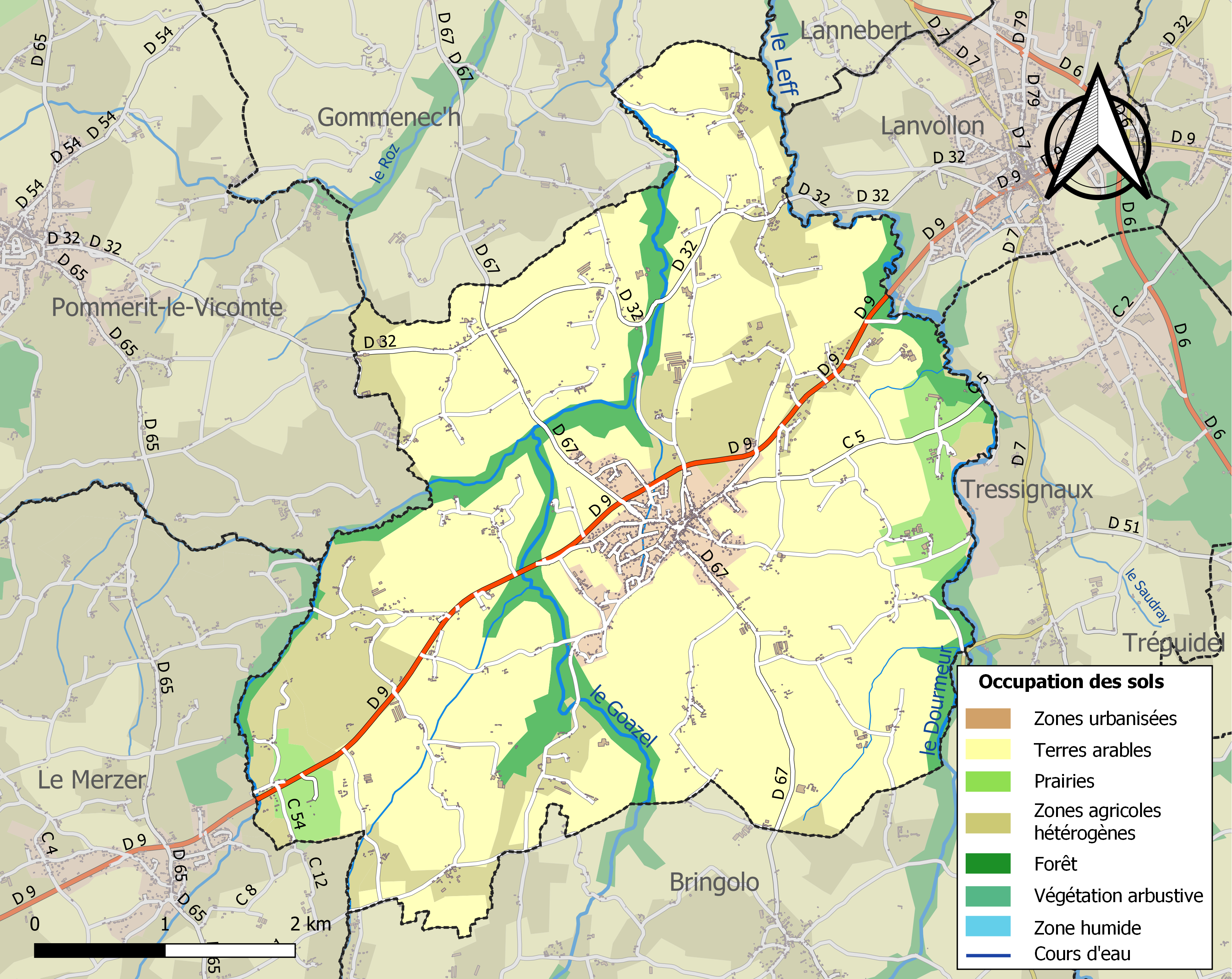
Carte des infrastructures et de l'occupation des sols de la commune en 2018 (CLC).

## Toponymie et noms de famille
Le nom de la localité est attesté sous les formes Goudelin de 1151 à 1175, Gozolin en 1198, Godelin en 1202, Godeline en 1207 et en 1215, Godeline en 1220, Godelin en 1220 et en 1270, Goudelin à la fin du XIVe siècle.
Le nom de la commune est d'origine franque, basé sur l'anthroponyme Gundelindis, de la même façon que la commune de Goudelancourt dans le département de l'Aisne.
Goudelin peut aussi s'expliquer par le nom de personne breton 'Gwodelin'.
Gwodelin et Guidel sont connus pour être de la parentèle de Gworthiern-Vortigern.
La commune de Tréguidel (Treve de Guidel) est très proche géographiquement de Goudelin. On peut donc penser que Goudelin peut être fondé par Gwodelin et dater des migrations bretonnes de l'île de Bretagne vers l'Armorique du Ve siècle.
En 1967, 80 habitants de la commune (pour une population totale d'environ 1 250 habitants) portaient le même nom de famille : Guervilly, ce qui signifie une tradition de forte endogamie.

## Histoire

### Préhistoire et Antiquité
Un menhir situé à Kéroter, ainsi que des haches, des pierres polies et des flèches en silex dans la vallée du Traou attestent un peuplement dès la Préhistoire ;  un tumulus d'époque gauloise se trouve à Sainte-Anne.

### Moyen-Âge
La première église connue de Goudelin date d'avant 1203 ; le comte de Goëlo et le seigneur de La Roche-Derrien, qui se partageaient l'église, donnèrent, le premier sa part à l'abbaye de Beauport, le second à l'Abbaye de Beaulieu.
Le plus ancien seigneur connu de Goudelin est Guillaume de Goudelin (fils d'Hamon) qui, en 1232, donna les dîmes de la paroisse à l'abbaye de Beauport.

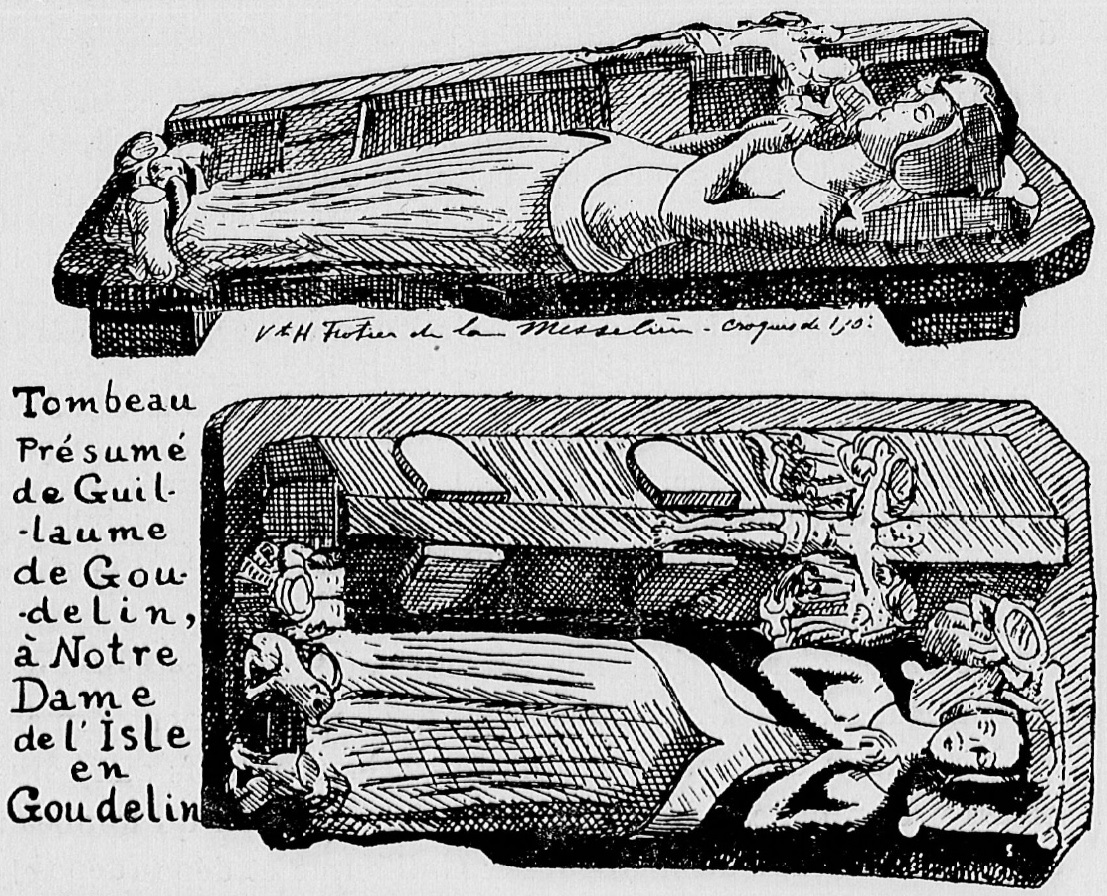
Dessins représentant le Gisant de Guillaume de Goudelin et Marie de Portztrévenon (publiés en 1926).

Joachim Gaultier du Mottay écrit en 1862 que l'église de Goudelin porte la date de 1717, mais que l'actuelle est de construction récente et qu'elle contient « une belle pierre tombale du XVe siècle sur laquelle est sculptée, en haut relief, une femme couchée les mains jointes, près d'un cercueil (...). On donne à cette figure le nom de Marie de Goudelin, qui se serait fait représenter auprès du cercueil de son époux, mis à mort, ajoute-t-on, pour s'être révolté contre son suzerain ».
Selon Jean-Baptiste Ogée, les maisons nobles de Goudelin, en 1430, étaient : « Quistillic , à Jean Josse , sieur de Quistillic ; le château de Kergars , qui demeura longtemps dans la possession des seigneurs de Gonidec, dont le dernier mourut, en 1764, avec les titres de Maréchal des Camps et Armées du Roi  et de Doyen de la Noblesse ; Grand- Ville , Goudelin, Coëtmen-en-Poitiers, Kerriou, Kermoisan, et Kerbreselles , haute justice , à M. de Raye [Rays] ; Menhoye, Runauberdi, le Goff-Kergadiou, et Kerneque ».

### Temps modernes
Pendant les Guerres de la Ligue des pillages et incendies provoqués par des seigneurs rivaux dans la région ; le château de Kerlo est alors détruit.

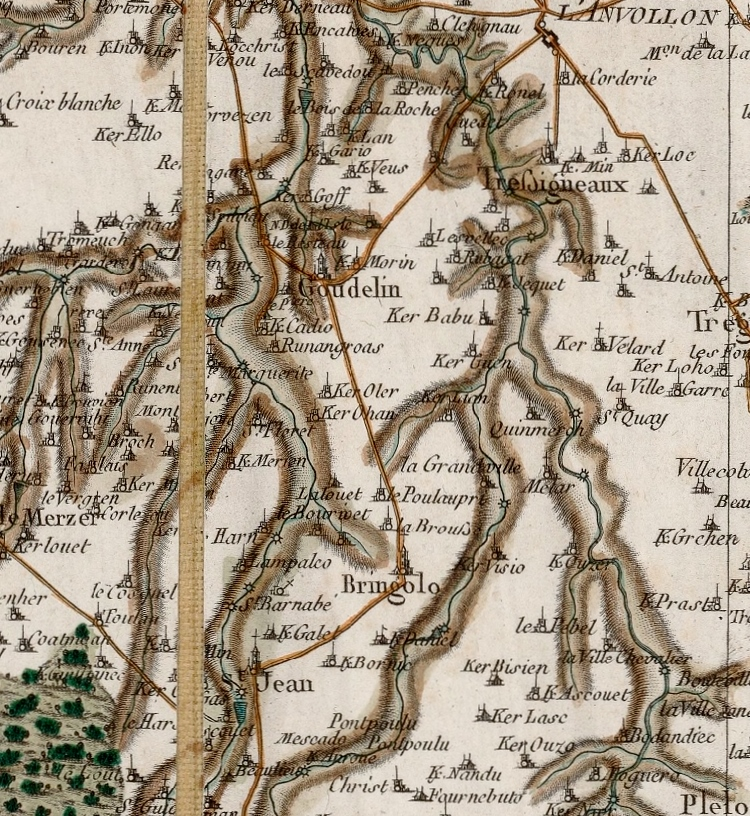
Carte de Cassini de la paroisse de Goudelin et de sa trève de Bringolo (1790).

Sous l'Ancien Régime, Goudelin dépendait de l'évêché de Tréguier et du comté de Goëlo.
Le comte Du Breil de Rays disposait de prééminences dans l'église de Goudelin. Le seigneur Maurice de Rosmar de Pédernec, qui habitait au XVIIe siècle le manoir de Kercadiou, voulut aussi en bénéficier, désirant notamment avoir un droit de banc dans ladite église et un procès eut lieu jusque devant le Parlement de Bretagne afin de l'interdire.
Deux maladreries existaient à Goudelin : l'une appelée Clandri se trouvait près de Kerdonnard, l'autre était nommée La Corderie (nom révélateur car les lépreux exerçaient souvent le métier de cordier.
Jean-Baptiste Ogée décrit ainsi Goudelin en 1778 :

« Goudelin : à 5 lieues et demie au Sud-Est de Tréguier, son Évêché ; à 24 lieues un sixieme de Rennes; et à 2 lieues trois quarts de Guingamp, sa subdélégation : cette paroisse ressortit de Châtelaudren au siège royal de Lannion. Il s'y exerce quatre hautes-justices, et une moyenne. Les Seigneurs sont M. le Duc de Penthièvre , M. le Comte de Goëlo, et M. de Raye [Rais]. On y compte 3 200 communiants, y compris ceux de Bringolo, sa trève. Son territoire renferme une mine d'antimoine. L'Église est desservie par deux recteurs, nommés , l'un par l'Abbaye de Beauport, et l'autre par l'Abbaye de Beaulieu. (...) Ce territoire, arrosé par la rivière du Lieft [Leff], renferme de belles prairies et des terres fertiles en toutes sortes de grains ; mais on y voit beaucoup de landes. »

L'église paroissiale est reconstruite entre 1784  et 1789, la précédente, datant pourtant seulement de 1717, menaçant ruine.

### Révolution française
Dans son cahier de doléances, « la paroisse de Goudelin demande la suppression d'un de ses recteurs ou la translation de l'un d'eux en la trève de Bringolo, avec partage de dîmes et de terrain ».
Le recteur "blanc" (celui nommé par l'abbaye de Beaulieu), Antoine-Louis du May, recteur depuis 1780, refuse de prêter le serment de fidélité à la Constitution civile du clergé et, devenu prêtre réfractaire, partit en exil ; le recteur "noir" (celui nommé par l'abbaye de Beauport), François Balthazar Le Provost, recteur depuis 1766, jura le serment de fidélité, devenant donc prêtre jureur, avant d'abandonner la prêtrise et devint en 1795 le premier maire de Goudelin.

### LeXIXesiècle
Nicolas Desbois, né le 28 avril 1789 à Ploufragan, soldat au 13e de ligne pendant le Premier Empire (il avait participé à la Campagne de Russie et avait été fait prisonnier, chevalier de la Légion d'honneur, médaillé de Saint-Hélène, fut curé de Goudelin pendant 38 ans ; il décéda le 3 janvier 1859 à Goudelin.
Un arrêté en date du 26 juillet 1827 cède à la commune de Goudelin l'enclave de Kerfave qui appartenait à la commune de Bringolo.
A. Marteville et P. Varin décrivent ainsi Goudelin en 1843 :

« Goudelin : commune formée de l'ancienne paroisse de ce nom, moins sa trève Bringolo, qui est devenue commune ; aujourd'hui succursale. (...) Pricipaux villages : Guingamp, Luzulu, Saint-David, Kerenguès, Feuntennos, Bois-de-la-Roche, Kervenou, Gueudet, Kerlan, Lesvelec, Rubagat, Kericqel, Kerbabu, Kergnen, Lesquildry, Kerual, Kerlianu, le Cozolet, Kerverder, Kerburluet, Kerhallic, Kerdanguy, Kervillou, Sainte-Anne, Drevès, Tromeuret, Guervilly, Kermen, Kermerien, Sainte-Marguerite, Keruzel, Hovelec. Superficie totale 2 298 hectares 10 ares 60 centiares, dont (...) terres labourables 761 ha, prés et pâturages 58 ha, bois 26 ha, landes et incultes 111 ha, étangs 2 ha (...). Moulins : 9 (de Kernéguès, de Goazel, de Trariou, Vieux, de Montjoie, à eau). La Grandville est en Bringolo. (...). Géologie : schiste modifié dans le nord-nord-est. On parle le breton. »

L'école des filles de Goudelin est fondée en 1859 par les Filles du Saint-Esprit ( un pensionnat se trouvait à l'étage); l'école communale des garçons est tenue par les Frères de Ploërmel ; en raison de la laïcisation consécutive à la loi Jules Ferry de 1881, est créée une école privée catholique : l'école Jeanne-d'Arc.
Joachim Gaultier du Mottay écrit en 1862 que Goudelin possède une école de garçons ayant 110 élèves et une école de filles en ayant 85, que son territoire est accidenté dans sa partie est, assez plat ailleurs et que la commune possède un « sol bon et fertile, bien cultivé et productif, abondamment couvert de pommiers ». Il écrit également que la chapelle de l'Isle, qui date des XIIIe siècle et XIVe siècle, « formait le centre d'une petite circonscription paroissiale dont le titulaire était nommé par l'évêque de Tréguier, tandis que celui de Goudelin était un religieux de Beauport nommé par le chef de cette abbaye ; il s'en suivait que Goudelin avait deux recteurs que l'on appelait blanc ou noir, suivant la couleur de leur robe ». (...) Il décrit aussi le pardon de Notre-Dame-de-l'Isle qui  a lieu le deuxième dimanche de juillet. « Les cultivateurs viennent baigner leurs chevaux dans la pièce d'eau voisine de la chapelle, en les plaçant sous la protection de saint Éloi » et qu'on voit encore les douves de l'ancien château de Pontrevenou.
Roger des Fourniels écrit en 1885 que Goudelin est  le « pays du bon cidre » et y visite « la pauvre petite église que surmontait un clocher à jour, une dentelle en pierres de taille ».

### LeXXesiècle

#### La Belle Époque
Goudelin a été desservi par la ligne ferroviaire des Chemins de fer des Côtes-du-Nord à voie métrique, longue de 25 km, allant de Plouha à Guingamp, qui a été inaugurée le 20 juin 1905 et fermée le 15 mai 1939. La gare se trouvait près de la chaoelle Notre-Dame-de-l'Isle et une halte facultative existait à Rangaré.

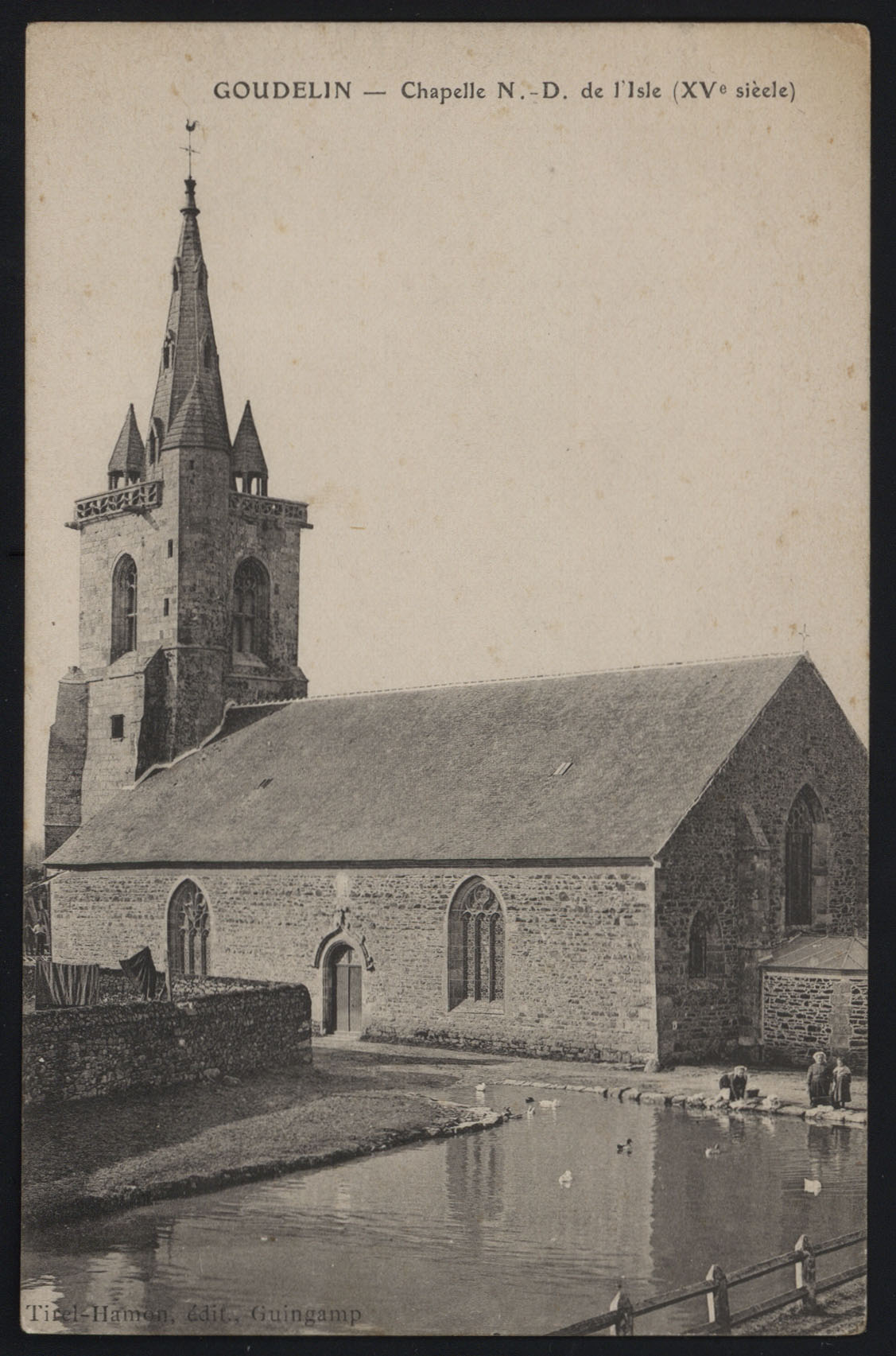
La chapelle Notre-Dame-de-l'Isle au début du XXe siècle.
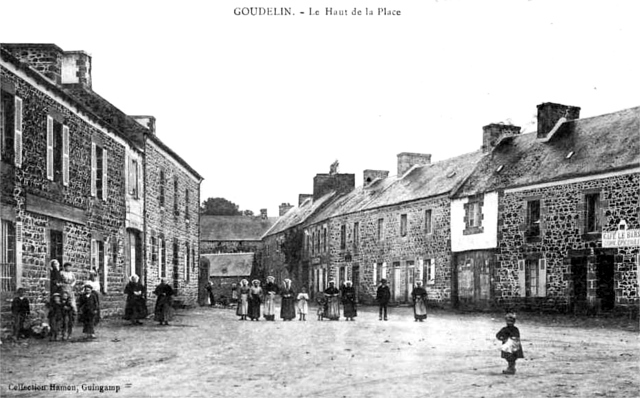
Goudelin ː le haut de la Place vers 1910 (carte postale).
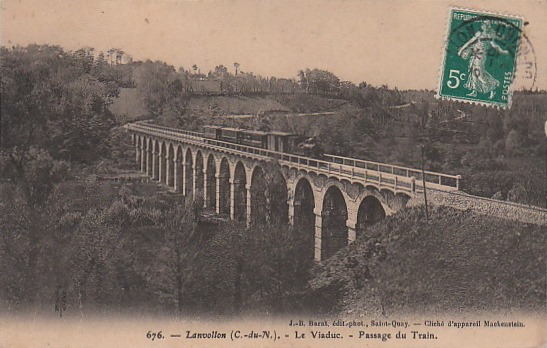
Le passage du train sur le viaduc entre Goudelin et Lanvollon.
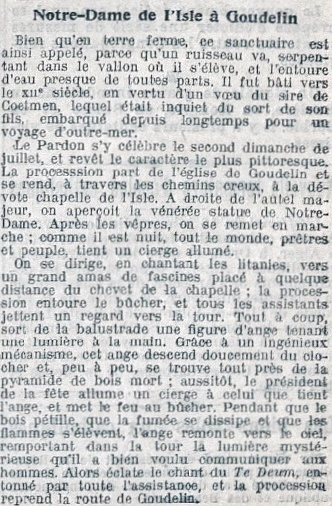
Description du pardon de la Chapelle de Notre-Dame-de-l'Isle datant de 1910 (publiée dans le journal La Croix des marins).

#### La Première Guerre mondiale

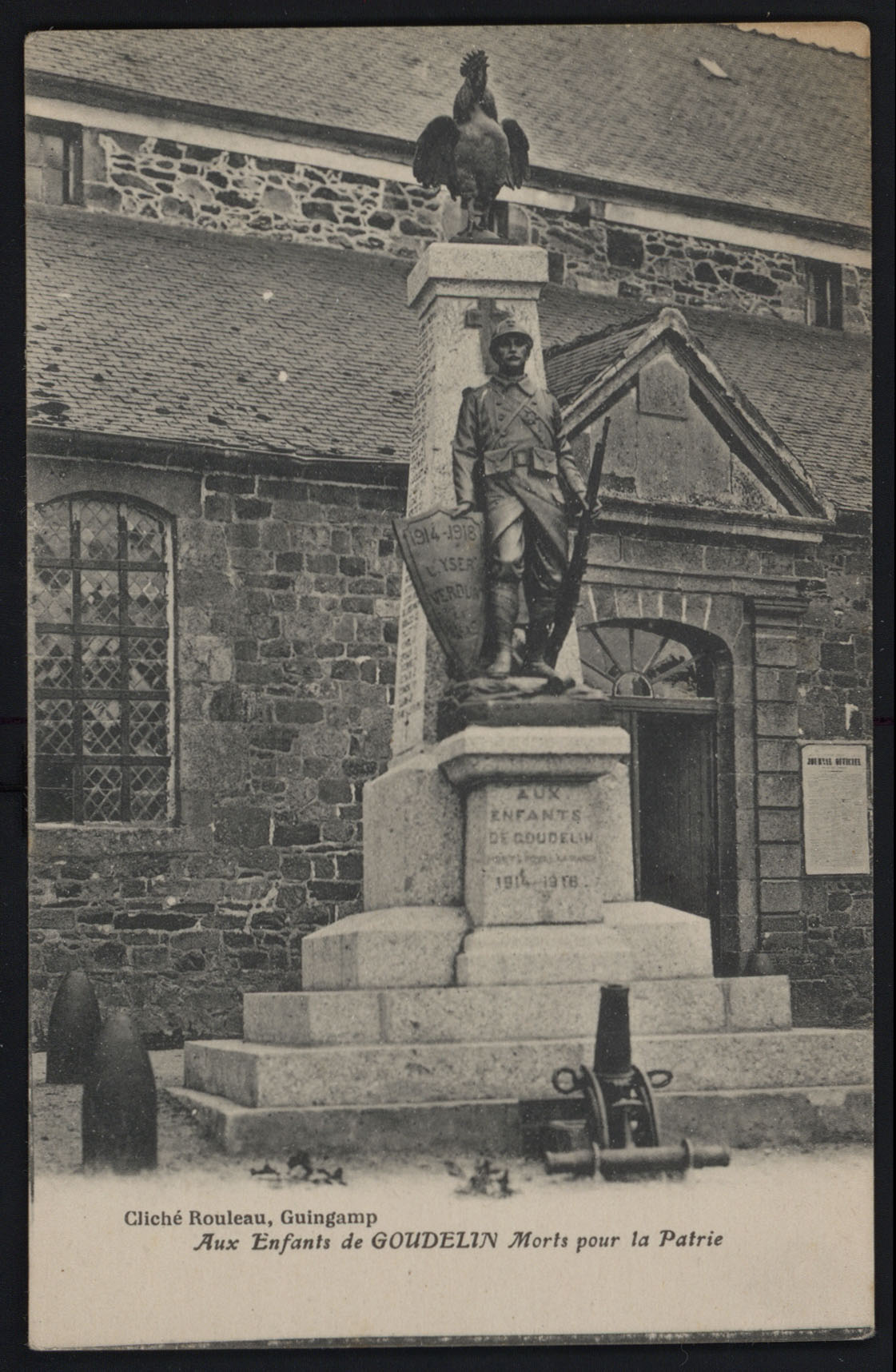
Le monument aux morts de Goudelin (vers 1925).

Les soldats de Goudelin ont particulièrement payé un lourd tribut à la Première Guerre mondiale  : 112 enfants de la commune sont tombés au champ d'honneur entre 1914 et 1918, soit 6,1 % de la population de l'époque (moyenne départementale : 4,4 %).
Parmi les victimes 12 sont des soldats morts sur le front belge (dont 6 dès l'année 1914) ; 4 marins (Joseph Gautier, Jean Lucas, Jacques Penven et Étienne Rouxel) ont péri en mer ; Jean Dolo est mort en 1915 alors qu'il était prisonnier en Allemagne ; les autres sont décédés sur le sol français.

#### L'Entre-deux-guerres

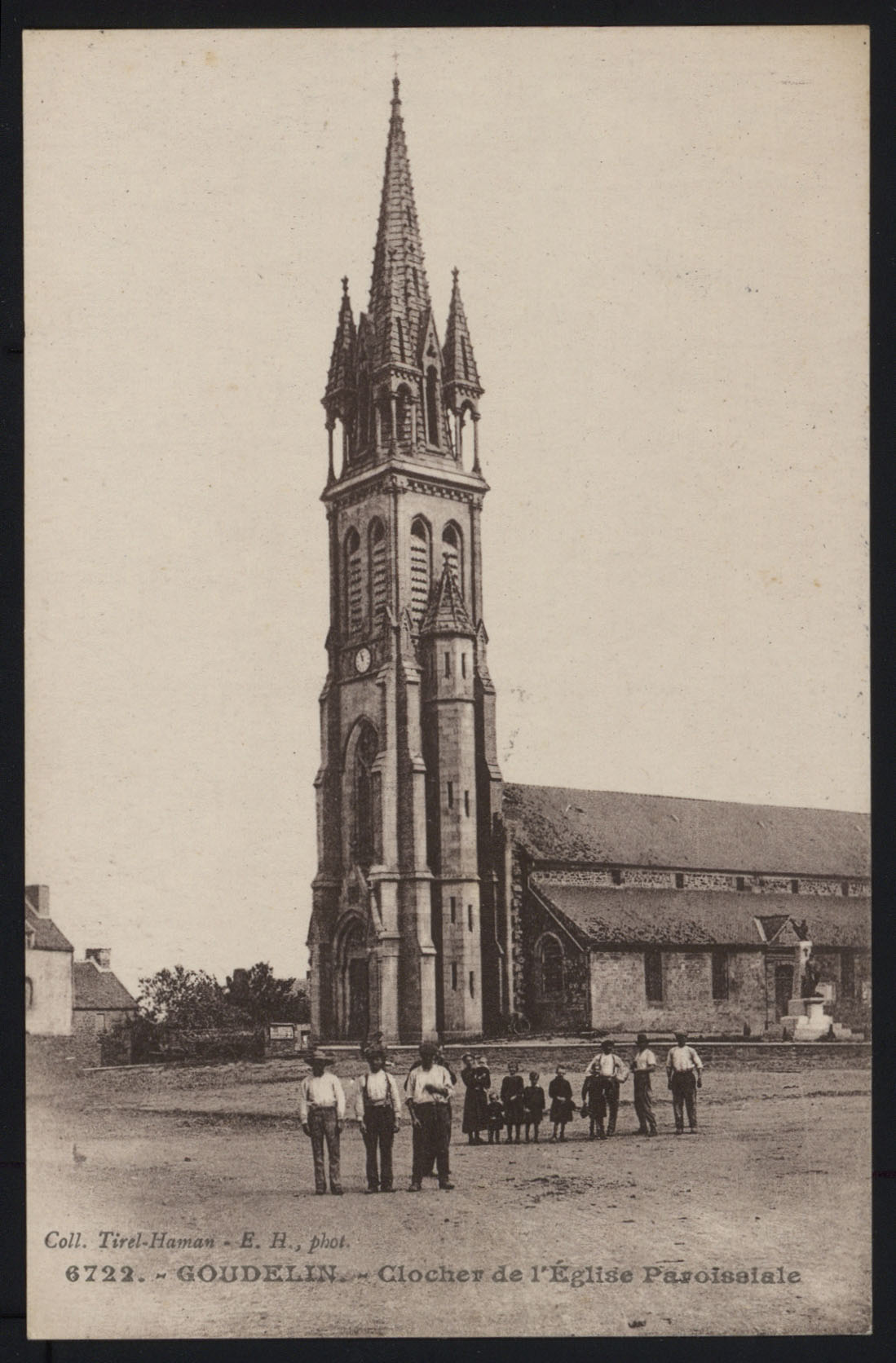
Le clocher de l'église paroissiale vers 1925 (carte postale Émile Hamonic).
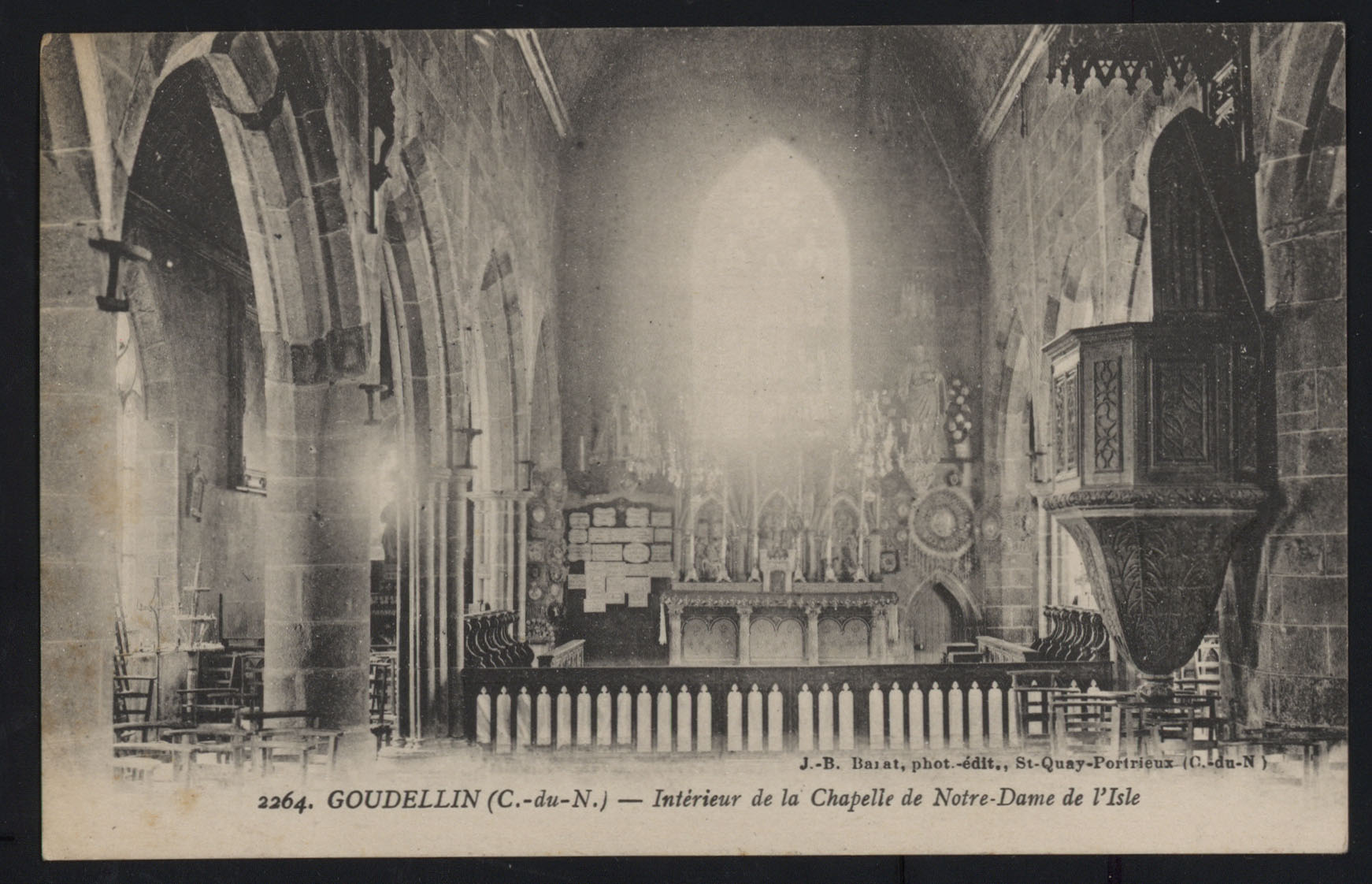
Vue intérieure de la chapelle Notre-Dame-de-l'Isle vers 1925.
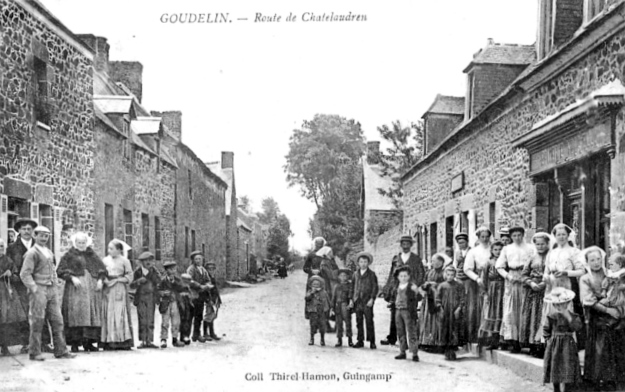
Goudelin ː la route de Chatelaudren vers 1930 (carte postale).
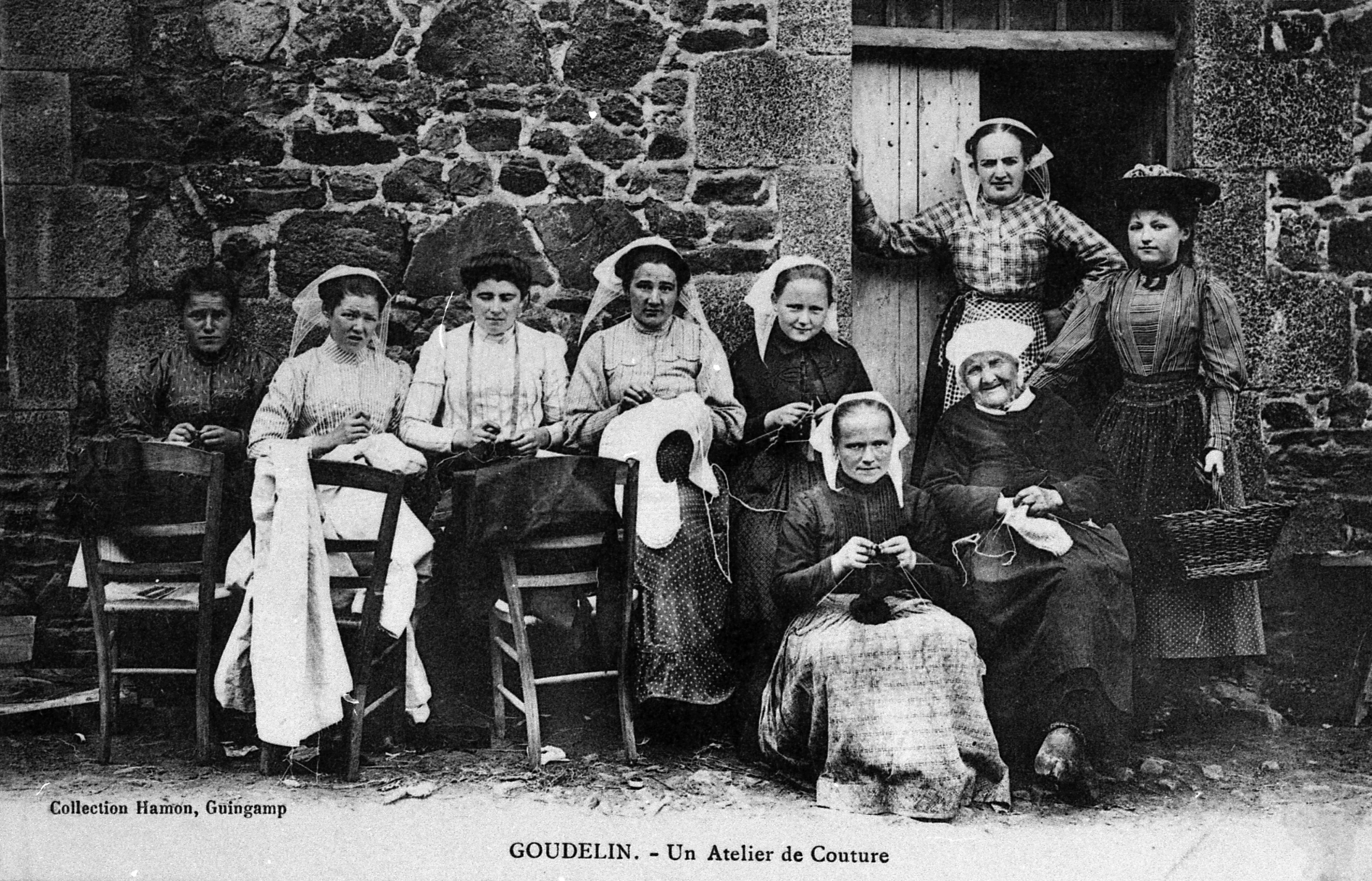
Goudelin : un atelier de couture.

#### La Seconde Guerre mondiale
10 soldats sont morts pour la France pendant la Seconde Guerre mondiale dont 2 marins qui ont péri en mer (Yves Berroche, quartier-maître, noyé dans le naufrage du paquebot Émile Deschamps au large de Dunkerque le 4 juin 1940 et Yves Le Page, marin noyé dans le naufrage du pétrolier Monique le 29 juin 1940 au large du Havre) ; parmi les autres, Jean Labat, Roger Kerbellec, Joseph Morice et Louis Salaun ont été tués au printemps 1940 lors de la Bataille de France ; François Ellien est mort en 1942 alors qu'il était en captivité en Allemagne.
Yves Le Garff (résistant), son épouse et ses deux enfants sont arrêtés par le SD le 30 juin 1944 et leur maison brûlée ; il est affreusement torturé mais libéré par un commando de résistants le 1er août 1944, mais décéda des suites des blessures qui lui avaient été infligées le 12 janvier 1945.

#### L'Après Seconde Guerre mondiale
Vers 1958 l'école Sainte Jeanne-d'Arc, qui était l'école des garçons ferma et un regroupement avec l'école des filles, dite école Notre-Dame-de-l'Isle, fut effectué sur le site de cette dernière avec 115 enfants répartis en 5 classes ; l'internat ferma en 1965.

## Héraldique
| Blason | Blasonnement : D'azur à l'épée basse d'argent au pommeau d'or. |

## Vie politique et administration
| Période                                  | Période               | Identité                        | Etiquette    | Qualité |
| ---------------------------------------- | --------------------- | ------------------------------- | ------------ | --- |
| 1795                                     | après 1796            | François Balthazar Le Provost   |              | Ancien recteur "noir" de Goudelin qui renonce à la prêtrise lors de la Terreur. Redevient curé de Goudelin lors du Concordat.                                                               |
| avant 1801                               | 1807                  | Jacques Gautier                 |              | Ménager. |
| 1808                                     | 1815                  | Claude Marie Le Garff           |              | Cultivateur. Beau-frère de Jacques Gautier, maire précédent. |
| 1815                                     | 1827                  | Noël de Botmiliau,              | Légitimiste  | Chevalier et seigneur de La Villeneuve. Lieutenant au régiment de Chartres (démissionnaire en 1791, emprisonné comme suspect en 1793). Il achète la terre de Montjoie. Démissionne en 1830. |
| 1827                                     | 1827                  | Alexandre Turquet de Beauregard |              | |
| 1828                                     | 1829                  | Jean Mathurin Brient            |              | |
| 1829                                     | 1846                  | Guillaume Morice                |              | Propriétaire et notaire. |
| 1846                                     | 1848                  | Jean Guervilly                  |              | Laboureur. |
| 1848                                     | 1871                  | Jean-Louis Montfort             |              | Propriétaire-cultivateur. Buraliste. |
| 1871                                     | 1876                  | Jean-Louis Le Clec'h            |              | Propriétaire-cultivateur. |
| 1876                                     | 1888                  | Adolphe de Botmiliau            | Conservateur | Comte. Propriétaire. Diplomate. Commandeur de la Légion d'honneur. Petit-fils de Noël de Botmiliau, maire de Goudelin sous la Restauration                                                  |
| 1888                                     | 1919                  | René de Botmiliau               | Conservateur | Comte. Propriétaire. Capitaine en 1890. Cpnseiller général. Fils d'Adolphe de Botmiliau, maire précédent.                                                                                   |
| 1919                                     | 1925                  | Jehan de Botmiliau              | Conservateur | Comte. Propriétaire. Officier aviateur pendant la Première Guerre mondiale. Chevalier de la Légion d'honneur. Fils de René Frédéric de Botmiliau, maire précédent.                          |
| 1925                                     | 1929                  | Jean Dagorn                     | Conservateur | Cultivateur. |
| 1929                                     |                       | Francis Mordellet               | PRRRS        | Cultivateur. Conseiller général. |
|                                          |                       |                                 |              | |
| 1971                                     | 2001                  | Jean Le Clec'h                  |              | |
| 2001                                     | 2008                  | Arsène Savidan                  | SE           | |
| 2008                                     | 2020                  | Didier Morin                    | PS           | Retraité |
| Depuis le 23 mai 2020                    | Depuis le 23 mai 2020 | Laurent Le Faucheur             |              | Agriculteur |
| Les données manquantes sont à compléter. |                       |                                 |              | |

## Démographie
L'évolution du nombre d'habitants est connue à travers les recensements de la population effectués dans la commune depuis 1793. Pour les communes de moins de 10 000 habitants, une enquête de recensement portant sur toute la population est réalisée tous les cinq ans, les populations de référence des années intermédiaires étant quant à elles estimées par interpolation ou extrapolation. Pour la commune, le premier recensement exhaustif entrant dans le cadre du nouveau dispositif a été réalisé en 2004.

En 2022, la commune comptait 1 716 habitants, en évolution de −2,33 % par rapport à 2016 (Côtes-d'Armor : +1,78 %, France hors Mayotte : +2,11 %).
| 1793  | 1800  | 1806  | 1821  | 1831  | 1836  | 1841  | 1846  | 1851  |
| ----- | ----- | ----- | ----- | ----- | ----- | ----- | ----- | ----- |
| 2 700 | 2 249 | 2 082 | 2 111 | 2 367 | 2 425 | 2 503 | 2 333 | 2 413 |

| 1856  | 1861  | 1866  | 1872  | 1876  | 1881  | 1886  | 1891  | 1896  |
| ----- | ----- | ----- | ----- | ----- | ----- | ----- | ----- | ----- |
| 2 424 | 2 347 | 2 323 | 2 290 | 2 257 | 2 210 | 2 211 | 2 216 | 2 195 |

| 1901  | 1906  | 1911  | 1921  | 1926  | 1931  | 1936  | 1946  | 1954  |
| ----- | ----- | ----- | ----- | ----- | ----- | ----- | ----- | ----- |
| 2 147 | 1 891 | 1 884 | 1 650 | 1 599 | 1 534 | 1 524 | 1 459 | 1 363 |

| 1962  | 1968  | 1975  | 1982  | 1990  | 1999  | 2004  | 2006  | 2009  |
| ----- | ----- | ----- | ----- | ----- | ----- | ----- | ----- | ----- |
| 1 341 | 1 243 | 1 186 | 1 267 | 1 258 | 1 357 | 1 492 | 1 558 | 1 645 |

| 2014  | 2019  | 2022  | - | - | - | - | - | - |
| ----- | ----- | ----- | - | - | - | - | - | - |
| 1 723 | 1 729 | 1 716 | - | - | - | - | - | - |

## Enseignement
Goudelin dispose de deux écoles :
- l'école publique (81 élèves répartis en 4 classes en 2022-2023)[43].
- l'école primaire privée Notre-Dame-de-l'Isle (102 élèves en 2023-2024)[44].

## Lieux et monuments

### Chapelle Notre-Dame-de-l'Isle
La chapelle abrite la statue de Notre-Dame de l'Isle, en bois polychrome, et celle de Saint Eloi, le patron des forgerons et le protecteur des chevaux.
À l'intérieur se trouve le Gisant de Guillaume de Goudelin et Marie de Portztrévenon. Et trois tableaux du peintre briochin Raphaël Donguy, peints en 1859 :  L'Annonciation ; Descente de la Croix encadré par deux anges ; Le Couronnement de la Vierge.

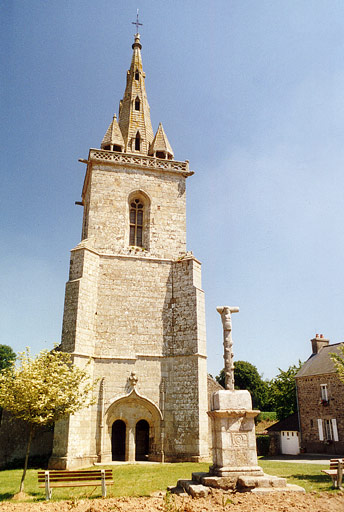
Chapelle Notre-Dame-de-l'Isle : la façade.
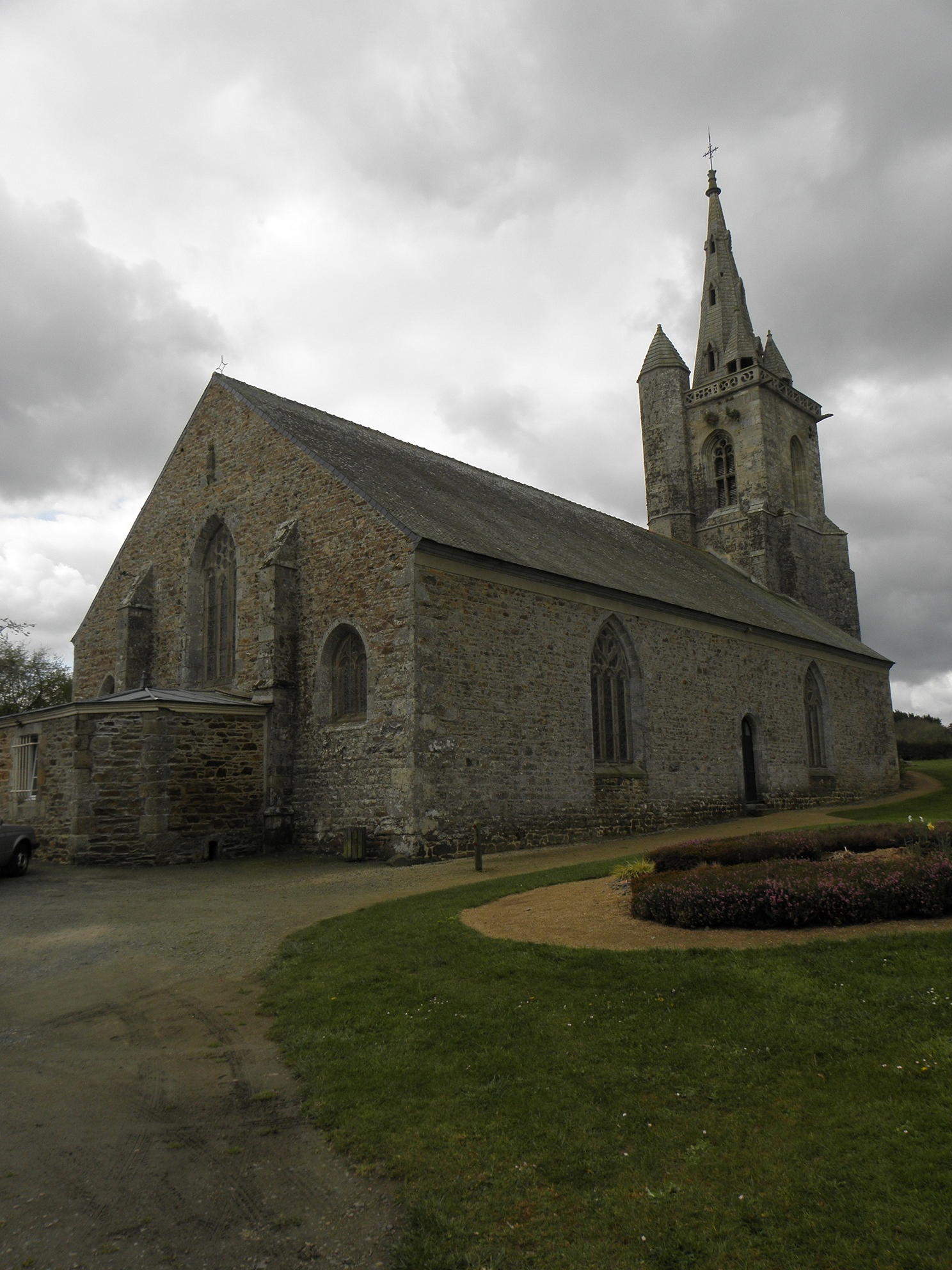
Chevet et flanc nord de la chapelle.
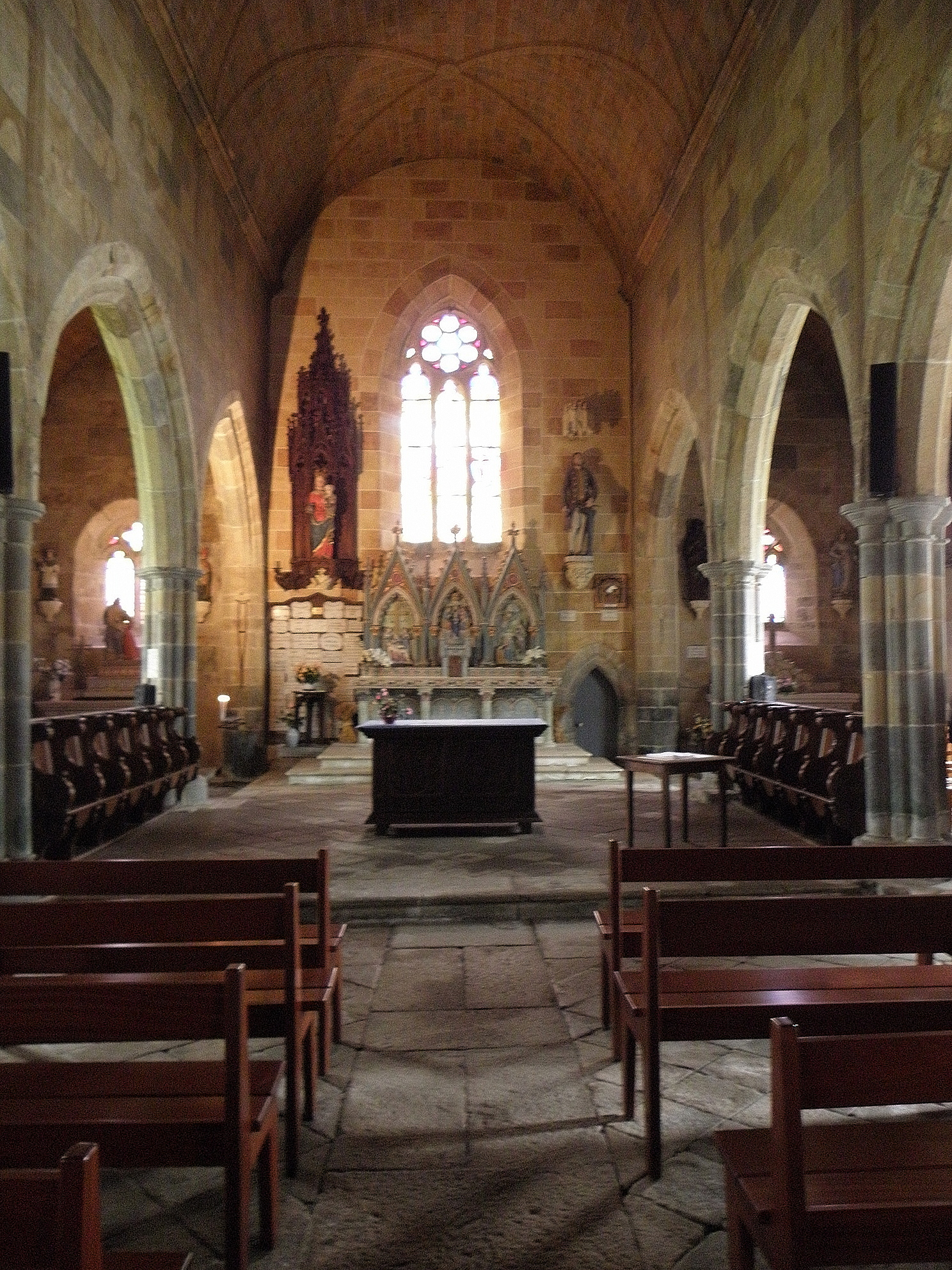
Vue intérieure d'ensemble.
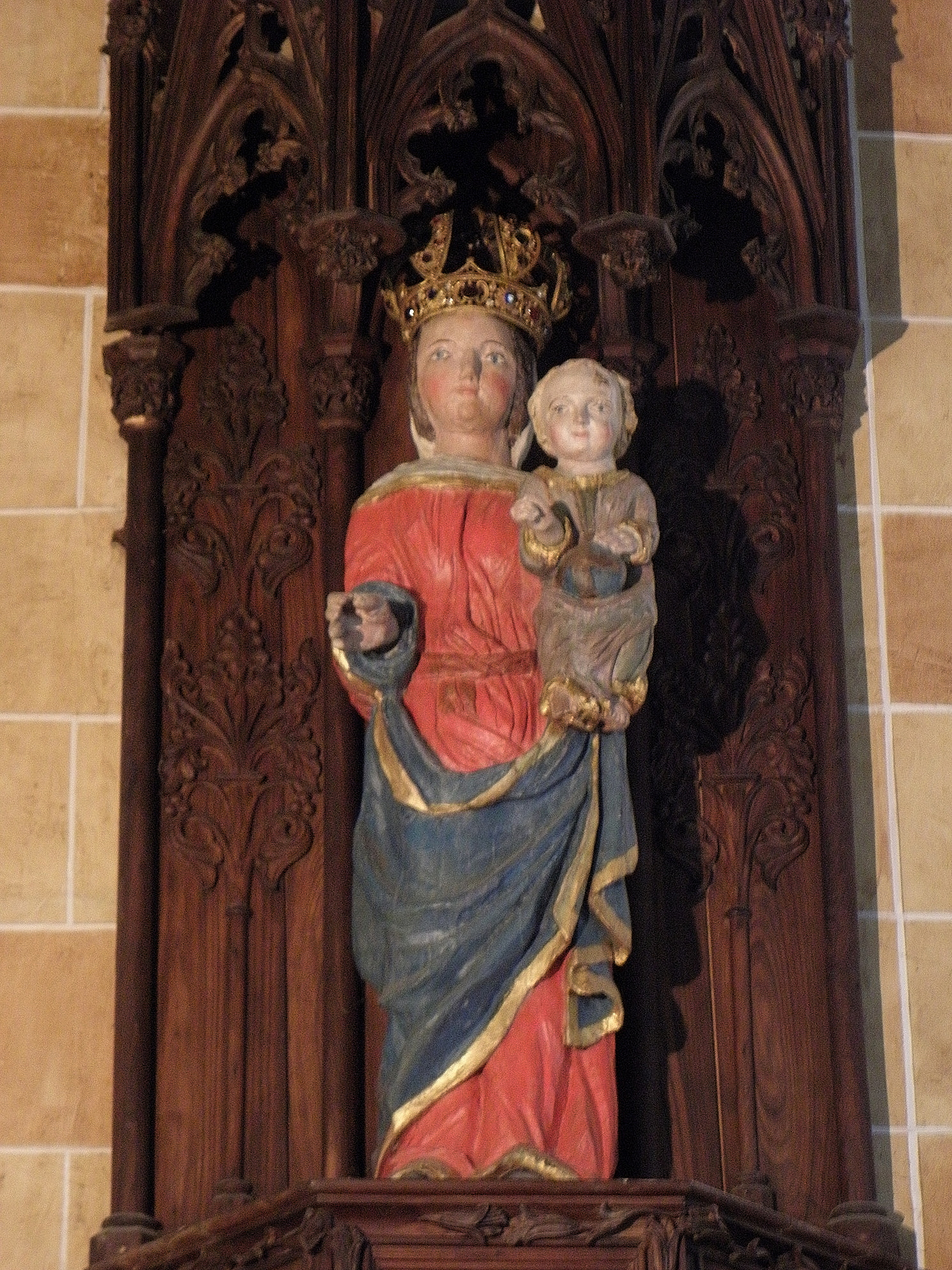
Statue de Notre-Dame-de-l'Isle dans la chapelle éponyme.
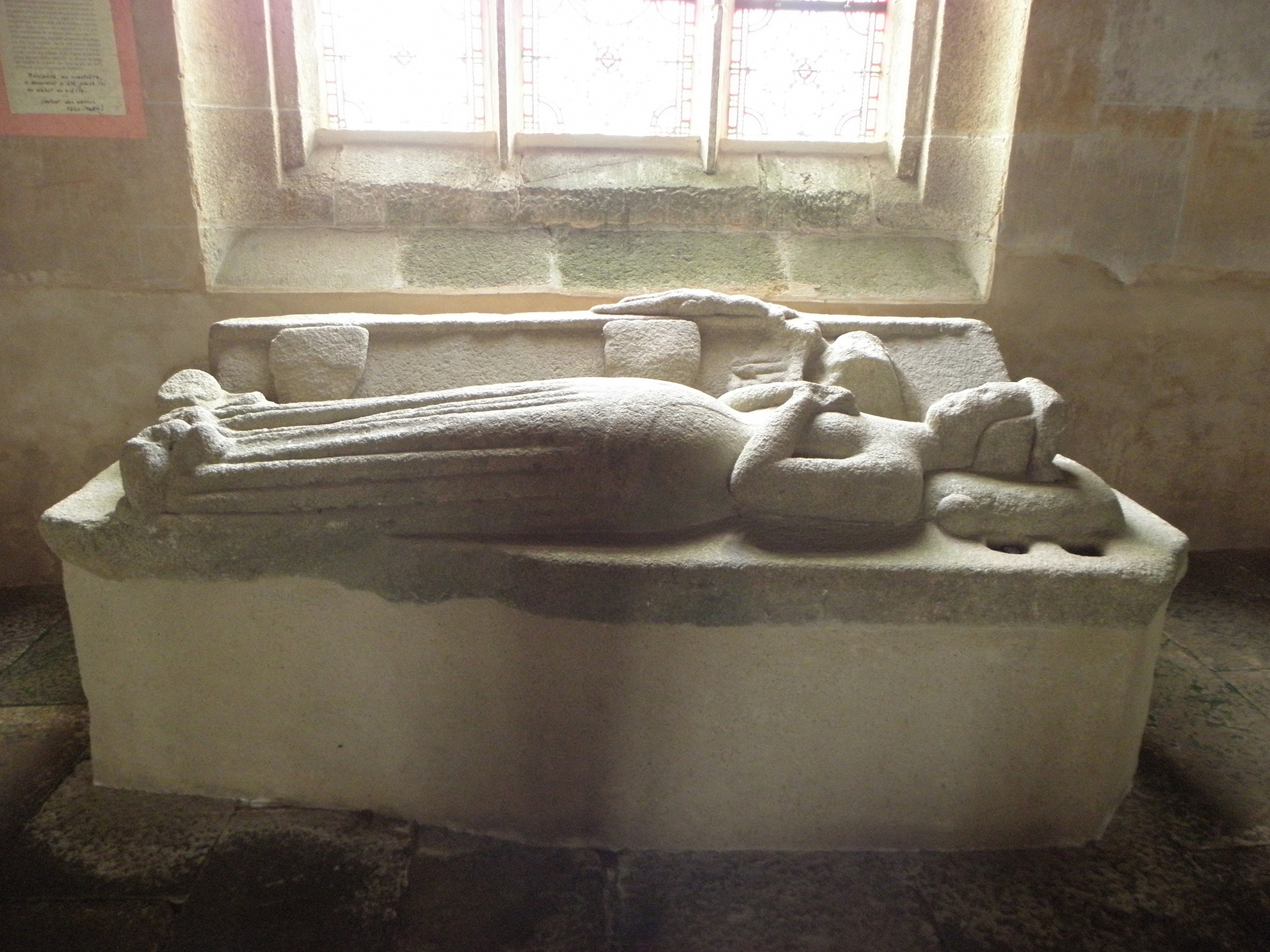
Le gisant de Guillaume de Goudelin et Marie de Portztrévenon (Marie de Goudelin).

La chapelle est classée partiellement au titre des monuments historiques par arrêté du 20 janvier 1913.

### Autres monuments
- L'église paroissiale Saint-Pierre : l'église actuelle date de la fin du XVIIIe siècle et fut victime d'un incendie en 1832 ; son clocher-tour date de 1881, sa flèche fait 42 mètres de haut[23].

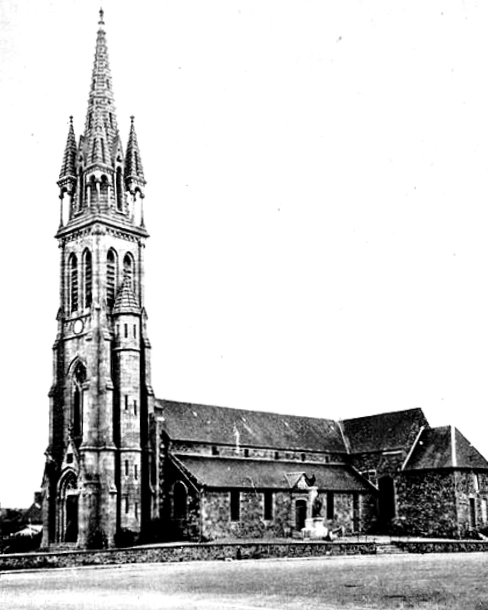
L'église paroissiale Saint-Pierre vers 1920 ː vue extérieure d'ensemble (carte postale, vers 1925).
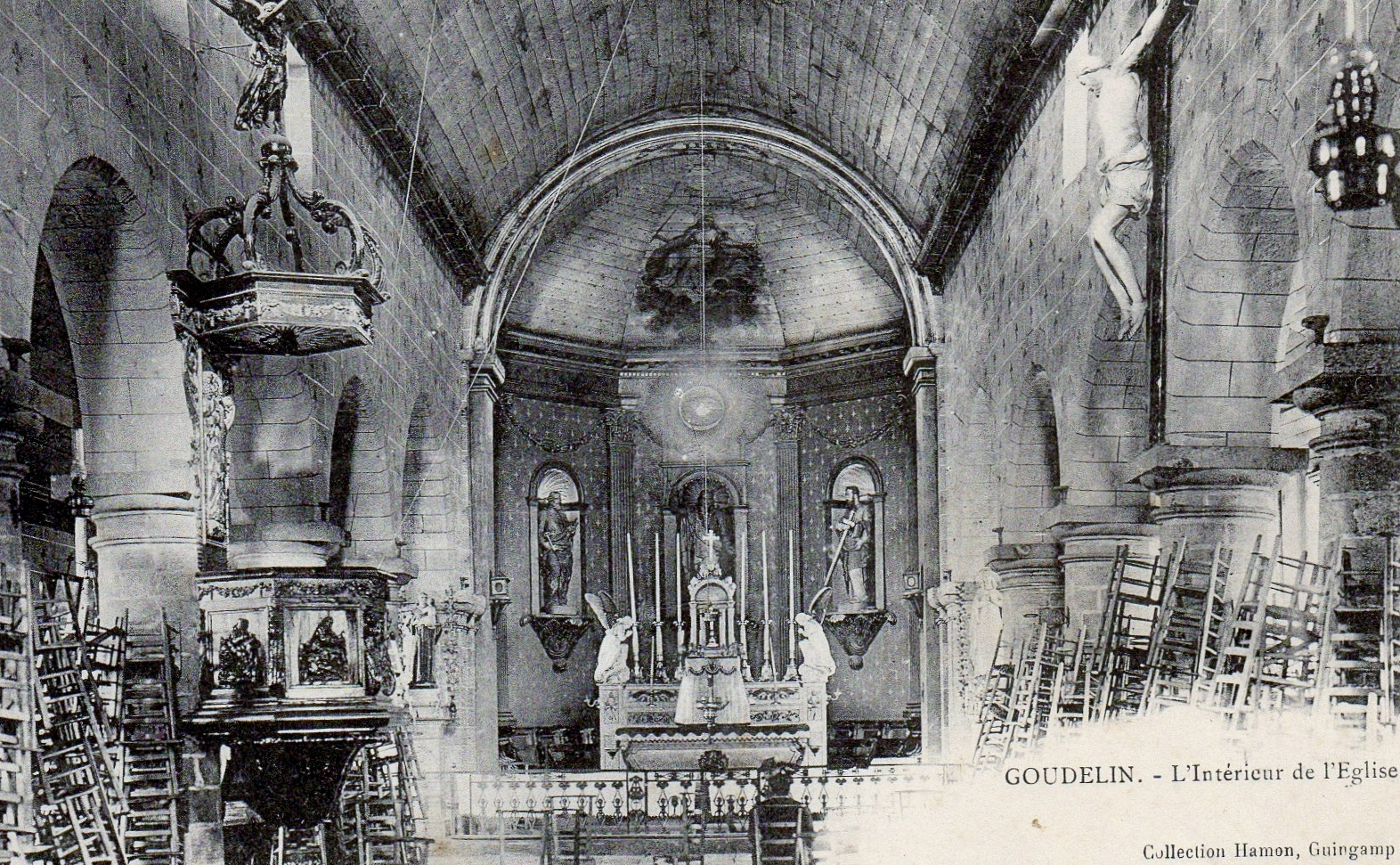
Vue intérieure de l'église paroissiale Saint-Pierre (carte postale, vers 1930).

- Le château de Montjoie : il date du XVIIe siècle, mais il a été fortement remanié en 1845 (il appartient à la famille de Botmiliau)[46].

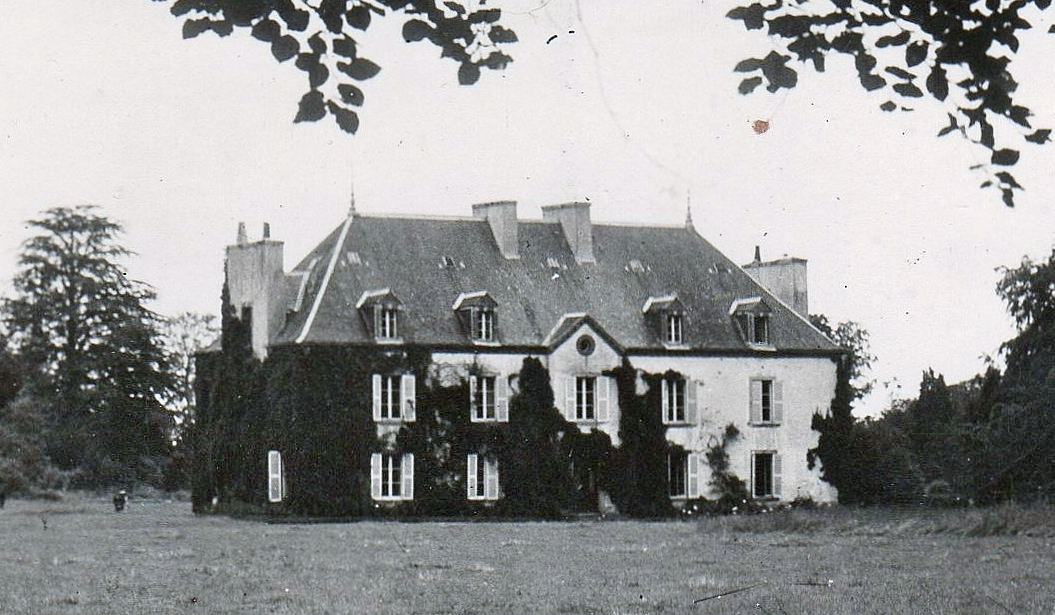
Le château de Montjoie vers 1930 (carte postale).

- Le château de Kergoff : il date probablement de la première moitié du XIXe siècle et est de style néoclassique (propriété privée)[47].
- Le moulin de Kernéguez (désormais une maison) : il fonctionnait déjà en 1810 et très probablement bien avant ; il a cessé son activité avant la Seconde Guerre mondiale[48].

## Personnalités liées à la commune
- Jean Baptiste Le Roux de Coëtando (1739-1817), comte de Coëtando, né à Goudelin ;
- René de Botmiliau (1789-1871), comte de Botmiliau, député-maire de Guingamp ; fils de Noël Louis de Botmiliau, maire de Goudelin ;
- Adolphe de Botmiliau (1817-1892), comte de Botmiliau, ministre plénipotentiaire, consul général de Tunis.
- Gabriel Le Febvre (d) (1863-1927), prêtre catholique et écrivain en langue bretonne, né et décédé à Goudelin